# Matthew Bloxam
Matthew Holbeche Bloxam (Rugby, Warwickshire; 12 de mayo de 1805 - 24 de abril de 1888) fue un anticuario y arqueólogo aficionado inglés, autor de una guía popular de arquitectura gótica. Fue la fuente original de la leyenda de la invención del rugby por parte de William Webb Ellis. 

## Biografía
Bloxam nació el 12 de mayo de 1805 en Rugby. Sus padres era el reverendo Richard Rouse Bloxam, maestro asistente en la Escuela de Rugby, y su esposa Ann, hermana de Sir Thomas Lawrence. Tuvo 10 hermanos, entre ellos Andrew Bloxam y John Rouse Bloxam.
Bloxam se educó en la Escuela Elborow antes de asistir a la Escuela de Rugby entre 1813 y 1820. En 1821 comienza a ser supervisado por George Harris, un abogado en Rugby, para prepararse en la profesión, pero no tuvo mucho éxito cuando comenzó a practicar por cuenta propia, y en 1831 se convirtió en secretario de la corte, un cargo que ocupó durante 40 años. 
Es recordado como un anticuario en Rugby y sus alrededores. En 1836 localizó con éxito la ciudad romana de Tripontium cerca. Su trabajo fue publicado en dos libros y muchos artículos de revistas; Aunque muchas de sus conclusiones ahora se consideran dudosas, su colección de hallazgos arqueológicos todavía existe. Vivía en lo que ahora es Percival Guildhouse, mientras que su hermano dirigía un internado al lado de lo que se convirtió en la biblioteca pública. Una nueva biblioteca reemplazó a la antigua en 2000 y una estatua de tamaño natural de Bloxham dedicada a su trabajo arqueológico saluda a los visitantes al museo de Rugby ubicado en el nuevo complejo de la biblioteca. 

## Los principios de la arquitectura gótica
Mientras visitaba las iglesias para consultar sus registros en el curso de su trabajo, Bloxam comenzó a hacer las observaciones que lo llevaron a su posterior conocimiento de la arquitectura eclesiástica. Mientras todavía estaba en artículos, comenzó a recopilar las notas que publicó en 1829 como la primera edición de Los principios de la arquitectura gótica, aclarada por preguntas y respuestas (Leicester, 1829).  Fue descrito por Charles Locke Eastlake como "un volumen pequeño pero bien digerido, admirablemente adaptado para el uso de aficionados". El libro demostró ser popular, dando lugar a una segunda edición que apareció en 1835. Alcanzó su novena edición en 1844, momento en el cual Bloxam abandonó el formato de preguntas y respuestas. En esta etapa se llamaba Los principios de la arquitectura eclesiástica gótica con una explicación de los términos técnicos y un centenario de términos antiguos . Una traducción al alemán de la séptima edición se publicó en Leipzig en 1847.  Por sugerencia de Sir George Gilbert Scott, Bloxam comenzó a preparar una edición ampliada, que finalmente apareció en tres volúmenes en 1882, que contenía capítulos adicionales sobre vestimentas y arreglos de la iglesia. Fue ilustrado con grabados en madera por Thomas Orlando Sheldon Jewitt .

## Historia de William Webb Ellis
Bloxam es la única fuente de la historia de que el juego de fútbol de Rugby tuvo su origen en el momento en que William Webb Ellis recogió la pelota durante un partido de fútbol en la Escuela de Rugby. En octubre de 1876, en un esfuerzo por refutar la afirmación de que cargar la pelota había sido una antigua tradición, escribió a The Meteor, la revista Rugby School, que había aprendido de una fuente no identificada que el cambio de un juego de patadas a un manejo el juego había "..originado con un chico de la ciudad de nombre Ellis, William Webb Ellis" . En diciembre de 1880, en otra carta al Meteor, Bloxam elaboró la historia: 
 Un chico llamado Ellis - William Webb Ellis - un chico de la ciudad y un fundador ... mientras jugaba Bigside en el fútbol en ese medio año [1823], atrapó la pelota en sus brazos. Siendo esto así, de acuerdo con las reglas de entonces, debería haberse retirado hasta donde quisiera, sin separarse de la pelota, ya que los combatientes en el lado opuesto solo podían avanzar al lugar donde había atrapado la pelota, y estaban incapaz de correr hacia adelante hasta que lo golpeó o lo colocó para que alguien más pateara, porque fue por medio de estos tiros colocados que la mayoría de los goles fueron pateados en esos días, pero en el momento en que el balón tocó el suelo, el El lado opuesto podría precipitarse. Ellis, por primera vez, no hizo caso de esta regla, y al atrapar la pelota, en lugar de retirarse hacia atrás, se apresuró hacia adelante con la pelota en las manos hacia el objetivo contrario, con lo que el resultado del juego no lo sé, tampoco lo sé cómo se siguió esta infracción de una regla conocida, o cuándo se convirtió, como lo es ahora, en una regla permanente. 

## Muerte
Bloxam murió el 24 de abril de 1888 y fue enterrado en los terrenos de la capilla en Brownsover .